# Celtia
Celtia (arabe : سلتيا) est une marque historique de bière tunisienne.

## Type
Il s'agit d'une bière blonde de fermentation basse de type Pilsen, alcoolisée à 5°. La maturation se fait dans des tanks cylindro-coniques de 2 400 hectolitres.

## Histoire
La bière est lancée par la Société de fabrication des boissons de Tunisie (SFBT) en 1951 afin de conquérir le marché de la bière de luxe. Son nom est défini par l'épouse du directeur de la SFBT.

## Production
La bière est produite depuis l'origine dans la malterie de la SFBT située dans le quartier de Bab Saadoun à Tunis. L'orge est cultivée en Tunisie jusqu'au milieu des années 1980, puis importée de France ou d'Allemagne, tout comme le malt.
Les canettes font leur apparition en 1986 puis les fûts en 1992. Malgré l'implantation de la marque Heineken en 2009, la marque reste ultra dominante sur le marché local. En 2011, la production de la Celtia atteint 1 402 818 hectolitres. Cette année-là ainsi qu'en 2012, la marque connaît même ses plus fortes progressions avec des croissances de volume de l'ordre de 15 % et 13%, même si l'augmentation des taxes sur l'alcool en 2013 à l'initiative du gouvernement de la troïka freine temporairement cette dynamique à la hausse. D'un prix unitaire de 1,100 dinar, le coût de la canette de 24 cl passe à 1,370 dinar après le vote, le 20 décembre 2012 par l'assemblée constituante, de la loi de finances 2013.

## Distribution

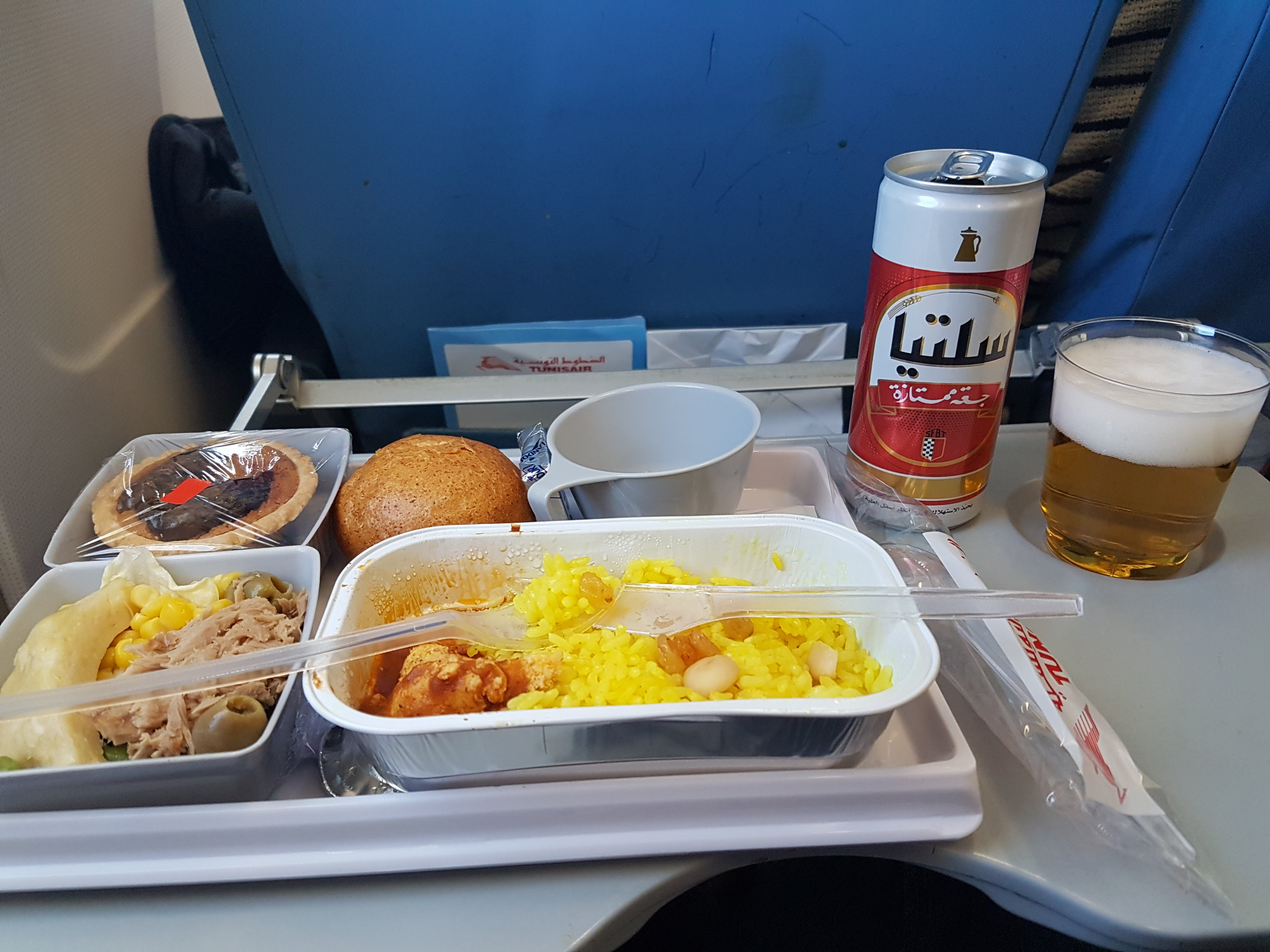
Plateau repas de la compagnie aérienne Tunisair comprenant une canette de Celtia.

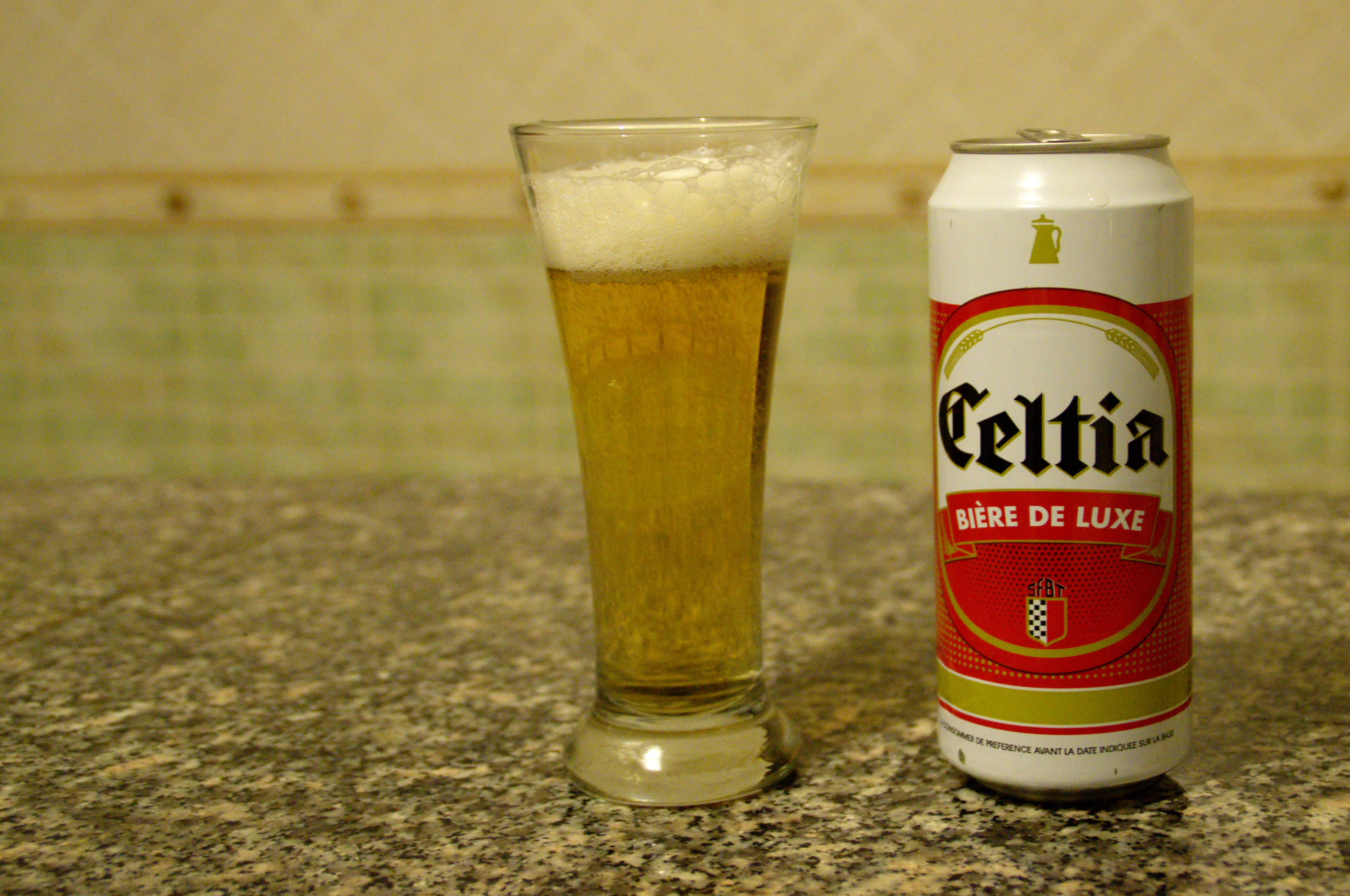
Canette de 50 cl de la marque.

Elle est conditionnée en bouteilles de verre de 25 ou 30 cl et dans des canettes en aluminium de 24, 33 et 50 cl. Son conditionnement associe les couleurs rouge et blanche, avec le sigle de la marque en police noire sur les canettes. Le nom est typographié en caractères gothiques et surmonte la mention « bière de luxe ».
Elle est commercialisée par caisses de 24 bouteilles et barquettes de 24 canettes. De plus, elle est aussi vendue aux hôtels, bars et restaurants dans des futs métalliques de grande contenance pour y être servie à la pression. En 2017, les canettes représentent 62 % de la production contre 35 % pour les bouteilles en verre et 3 % pour les fûts.
Le 16 décembre 2012, le projet dénommé Allo Celtia, appartenant à la société française We can diffusion SAS voit le jour : le site web propose la vente de la Celtia en Belgique, au Luxembourg, en Allemagne, en Italie et au Royaume-Uni ; la vente se fait en ligne via PayPal ou sur place dans un relais Celtia. Il est aussi question de sa distribution en France. 

## Image
La marque surfe sur la tendance à la consommation de produits locaux et sponsorise divers événements festifs. Ces canettes sont utilisées par des artistes comme le caricaturiste -Z- qui y voit un symbole ambivalent : bière populaire qui se proclame bière de luxe ou fleuron quasi-étatique qui se vend aussi sur le marché noir.